# Torcia Umana
La Torcia Umana (Human Torch), alter ego di Jonathan Lowell Spencer "Johnny" Storm, è un personaggio dei fumetti statunitensi pubblicati da Marvel Comics, creato da Stan Lee (testi) e Jack Kirby (disegni).
È un membro fondatore dei Fantastici Quattro. Come loro, Johnny ha acquisito i suoi poteri su un'astronave bombardata da raggi cosmici. Egli può avvolgere il suo intero corpo in una fiamma, volare, assorbire il fuoco in modo innocuo nel proprio corpo e controllare qualsiasi fuoco vicino con la pura forza di volontà. Per attivare il suo effetto fiamma su tutto il corpo, Johnny grida abitualmente la parola "Fiamma!", diventata di fatto il suo slogan. Fratello minore di Susan Storm, cognato di Reed Richards e amico di Ben Grimm, è il membro più giovane, sfrontato e impetuoso dei Fantastici Quattro. È anche un amico e alleato frequente dell'Uomo Ragno.
La prima apparizione del personaggio, come per tutti gli altri componenti del gruppo, fu in Fantastic Four n. 1 (novembre 1961).

## Biografia del personaggio

I Fantastici Quattro n. 238

Da bambino, Jonathan Storm risiedeva con la sua famiglia a Glenville (sobborgo immaginario di Long Island) quando sua madre morì in un incidente d'auto. Suo padre, caduto vittima di alcolismo e depressione, fu arrestato per l'omicidio di un usuraio e Johnny rimase dunque solo con la sorella maggiore Sue a occuparsi di lui.
All'età di sedici anni, prese parte insieme alla sorella e a Ben Grimm alla missione organizzata da Reed Richards: i quattro partirono a bordo di un'astronave (pilotata da Ben) con l'obiettivo di raggiungere per primi la Luna. Il viaggio, non autorizzato dalle autorità, si rivelò un fallimento totale e i raggi cosmici investirono i quattro donandogli dei poteri sovrumani che si manifestarono subito dopo l'atterraggio d'emergenza: Johnny poteva coprire il suo corpo di fiamme senza rimanerne ustionato, lanciare fiammate e librarsi in volo, poteri cuciti su misura da parte degli autori addosso a un adolescente irrequieto e testa calda.
Johnny inizialmente continuò a studiare al liceo e a condurre una normale vita da teen-ager, appassionandosi alle macchine sportive, allo sport e alle ragazze. Quando i Fantastici Quattro divennero eroi famosi, si trasferì anch'egli nel Baxter Building e continuò per anni a essere un membro del gruppo, vivendo numerose avventure e storie d'amore. Tra le più importanti ci fu quella con la capricciosa Crystal degli Inumani, lunga e tormentata, terminata solo quando lei decise di sposare il Vendicatore Quicksilver. Successivamente Johnny sposò la skrull di nome Lyja (convinto che questa fosse Alicia Masters, ex ragazza di Ben Grimm, della quale aveva assunto l'identità), ma il matrimonio venne annullato quando si scoprì la vera natura di lei.
Agli inizi la sua rivalità con l'Uomo Ragno era un'ossessione ricorrente: vedere il Ragno sulle prime pagine dei giornali al posto suo o accorgersi che gli altri eroi si fidavano più di lui, lo condusse ad affrontare i nemici dell'Arrampicamuri per dimostrarsi migliore, quando non affronta il tessiragnatele stesso. In seguito però tra i due, pressappoco coetanei, si svilupparono amicizia e rispetto reciproci.
La Torcia affrontò assieme ad altri eroi la minaccia di Onslaught e fu proiettato assieme alla sua famiglia in un mondo parallelo inventato dal nipote Franklin Richards.
Dopo essere tornato dovette sostenere una battaglia contro il Celestiale dormiente e alla recita fatta da Reed per far credere che il Dottor Destino era lui. Reed impazzì e per poco non distrusse il suo matrimonio affermando che Sue era inutile come madre, dovette conquistare la fiducia di molti eccetto Johnny.
Quando un alieno arrivò sulla terra per usare Sue Storm come arma contro Galactus, Reed fece uno scambio di poteri tra Johnny e Sue. Così per un po' Johnny divenne un araldo del divoratore di mondi finché gli altri assieme a Quasar non lo salvarono.
Come membro dei Fantastici Quattro, Johnny è una star internazionale, fama che sfrutta per corteggiare belle ragazze o per partecipare a party esclusivi. Ha tutti gli atteggiamenti e i vizi dei Vip, e cerca sempre di farsi pubblicità per apparire su riviste famose o per tentare di sfondare nel cinema. Ma nonostante questo atteggiamento immaturo, da eterno "Peter Pan", nei panni della Torcia Umana si è sempre mostrato come un supereroe coraggioso e compagno di squadra affidabile.

### House of M
Quando Scarlet riplasmò il mondo fece sì che Johnny Storm fosse uno dei gladiatori che combattevano in un'arena guidando enormi robot con le sembianze dell'armatura di Iron Man. Il compito di questi spericolati piloti era intrattenere il pubblico con spettacolari duelli fra questi sofisticati robot, creati appositamente da Tony Stark e da suo padre.
Il suo posto nello shuttle fu preso da John Jameson, che morì con Richard e Sue a causa dei raggi cosmici mentre Ben fu trasformato in un essere che Victor Von Doom avrebbe ribattezzato Massa. Al posto della Torcia Umana esiste la Torcia Inumana, ossia Kristoff, figlioccio del Dottor Destino potenziato dal padre.

### Civil War
Dopo l'incidente di Stamford, Storm viene aggredito da una folla imbestialita contro gli eroi e, colpito alla testa, finisce in coma. Risvegliatosi dal coma, la Torcia Umana ritorna al Baxter Building ed assieme alla sorella iniziano a combattere dalla parte di Capitan America.

### World War Hulk
Durante la guerra mondiale di Hulk, essendo Mister Fantastic uno degli obiettivi della vendetta del Golia Verde, la Torcia Umana si schiera dalla parte degli Illuminati e attacca Hulk, quando egli giunge al Baxter Building. Colpisce il nemico con un colpo a tutta forza della sua potentissima fiamma Nova (combinata ai fulmini a piena potenza di Tempesta) ma il Gigante di Giada sopravvive e stende Storm con i suoi fortissimi colpi.

### Secret Invasion
Durante Secret Invasion, la Donna invisibile si rivela uno Skrull e cerca di distruggere il Baxter Building. Johnny, però riesce a salvarsi proteggendo i nipoti Franklin e Valeria.

### Morte e ritorno
La "casa delle idee" ha deciso la morte della Torcia Umana, che è avvenuta nel numero 587 della testata Fantastic Four (uscito il 26 gennaio 2011 con data di copertina marzo 2011), annunciato anche come ultimo numero della serie che sarà sostituita dalla nuova testata: FF (acronimo di [The] Future Foundation). La Fondazione Futuro scopre però che la Torcia Umana è vivo e che gli insetti impiantati in lui da Annihilus lo rianimarono. La Torcia Umana rimase sorpreso di scoprire che i suoi compagni di squadra avevano costituito la Fondazione Futuro senza la sua presenza.
Diverso tempo dopo, la Torcia Umana si relaziona con la talentuosa cantante Darla Deering e parte per un viaggio nello spazio assieme a Reed, Sue e Ben, lasciando la sua fidanzata sulla Terra al fianco di Ant-Man, Medusa e She-Hulk per formare un gruppo di sostituti dei Fantastici Quattro, e per gestire la Fondazione Futuro. Ritornato sulla Terra, Johnny scopre però che Darla si è relazionata con Scott Lang. La Torcia decide poi di diventare un cantante subito dopo aver perso i suoi poteri. Dopo averli riottenuti, il gruppo si scioglie.

### La Nuovissima Marvel
Dopo lo scioglimento dei Fantastici Quattro, la Torcia Umana si unisce agli Inumani e alla Squadra Unione dei Vendicatori, iniziando anche un rapporto con Medusa, la regina degli Inumani.
Dopo aver scoperto che Peter Parker (segretamente l'Uomo Ragno), direttore delle Parker Industries, ha acquistato il Baxter Building, Johnny Storm si unisce allo staff dell'azienda, aiutandola a fronteggiare la minaccia dello Zodiaco assieme allo S.H.I.E.L.D.. Nonostante sembri che i Fantastici Quattro abbiano chiuso i loro rapporti per sempre, Johnny e Peter sono più che sicuri che ritorneranno, e quando lo faranno, Spider-Man sarà più che lieto di donar loro il Baxter Bulding come sede personale.
Durante questo periodo, Johnny Storm utilizza un nuovissimo costume giallo e nero.

## Altre versioni

### Ultimate

La Torcia Umana nell'universo Ultimate

La Torcia Umana compare anche in Ultimate Fantastic Four. Come tutti i personaggi Ultimate egli è molto ringiovanito, e dato che nei Fantastici Quattro originali poteva avere 22 o 23 anni all'inizio, qui ne dovrebbe avere circa diciotto o diciannove. Viene infettato da un mostro della zona N che una volta uscito da lui infetterà il Dottor Destino e porterà alla morte dei Fantastici Quattro zombi (vedi Marvel Zombi). Entra a far parte della cerchia di amici di Peter Parker e instaura una relazione con Liz Allen.
Durante Ultimatum viene inizialmente dato per disperso e infine viene ritrovato dalla sorella e dall'amico Ben Grimm intrappolato nel medaglione di Dormammu, che ne assorbiva i poteri distruggendo la città. Dopo Ultimatum, va a vivere a casa di Peter Parker, cioè Spider-Man.

### MC2
Nell'Universo alternativo MC2, in seguito alla (presunta) scomparsa di Susan Storm, in realtà gravemente inferma e sottoposta a cure nella Zona Negativa, ed alla trasformazione di Reed Richards nel cyborg "Big Brain" (in realtà un robot usato da Reed Richards per vegliare contemporaneamente sulla moglie inferma e sulla sua famiglia), Johnny Storm ha preso il comando dei "Fantastici Cinque", riappacificandosi con la consorte Lyja (che introduce nel team come "Ms. Fantastic") ed acquisendo una mentalità più matura. Inoltre, ha avuto un figlio dall'affascinante aliena, Torus Storm, che riunisce in sé i poteri di metamorfosi della madre e quelli di autocombustione del padre, nonché la determinazione materna ed il lato più impulsivo ed immaturo della personalità del giovane Johnny, con somma costernazione di entrambi i genitori.

## Poteri e abilità
Johnny Storm ha acquisito poteri sovrumani a causa degli effetti mutageni delle radiazioni cosmiche a cui è stato esposto, tutti legati al fuoco. La sua capacità primaria è di prendere fuoco volontariamente senza nuocere a se stesso.
Anche quando non è lui stesso avvolto dalle fiamme, Storm ha la capacità di controllare qualsiasi fuoco nel suo campo visivo immediato, facendolo aumentare o diminuire di intensità o muovendolo secondo uno schema diretto dai suoi pensieri. Inoltre, è in grado di assorbire fuoco/plasma nel suo corpo senza effetti dannosi. Può generare potenti flussi e/o palle di fuoco. La Torcia Umana è immune al fuoco e al calore, incluse le sue stesse fiamme. La sua carne non può essere scottata o bruciata da alcuna fonte di calore il cui livello è inferiore a quello della sua massima potenza.
Il campo di plasma che circonda immediatamente il suo corpo è abbastanza caldo da vaporizzare gli oggetti che gli si avvicinano, inclusi i proiettili. Generalmente non estende quest'aura di fiamma oltre pochi centimetri dalla sua pelle, in modo da non incendiare gli oggetti vicini. Storm si riferisce alla sua massima emissione di fiamma come la sua "fiamma nova", che può rilasciare in modo omnidirezionale. Questo effetto "nova" può verificarsi spontaneamente quando assorbe una quantità eccessiva di calore, sebbene possa momentaneamente sopprimere il rilascio quando necessario, con uno sforzo considerevole.
La capacità di Storm di accendersi è limitata dalla quantità di ossigeno nel suo ambiente e la sua fiamma personale è stata estinta da quantità sufficienti di acqua, schiuma ignifuga e ambienti sottovuoto. Può riaccendersi istantaneamente una volta restituito l'ossigeno, senza effetti negativi. In alcune vecchie storie si commise l'errore di far infiammare Johnny fuori dall'atmosfera terrestre, dove è noto che non vi è ossigeno. Nelle prime storie poteva rimanere in fiamme solo per un massimo di cinque minuti alla volta, dopo di che avrebbe avuto bisogno di cinque minuti per ricaricarsi prima di accendersi di nuovo.
Il plasma della Torcia Umana ha un alto contenuto di idrogeno ed è circondato da una nuvola trasudata di atomi di idrogeno mono-atomici. La nuvola calda fornisce un galleggiamento positivo sufficiente per poter volare. Con la stimolazione mentale della sua fiamma, può fornire abbastanza potere ascensionale per trasportare circa 180 chili. Formando un getto di fiamme dai suoi piedi può raggiungere una normale velocità di volo di 140 miglia all'ora e accelerare fino a velocità supersoniche, in grado di raggiungere esseri più veloci come Silver Surfer mentre si trova nell'orbita terrestre.
Johnny ha dimostrato di avere buone abilità di combattimento dovute ad allenamenti con l'amico Ben Grimm: è stato infatti in grado di sconfiggere l'Uomo Sabbia pur non potendo contare sui suoi poteri di Torcia e di mettere in seria difficoltà Namor.
Meccanico esperto fin dalla sua adolescenza, Johnny è stato in grado di revisionare totalmente la trasmissione di un'auto all'età di 15 anni. Il suo design e acume meccanico sono entrati nella creazione del modello Fantasticar-2. Johnny ha anche esperienza come pilota automobilistico e di motociclette professionista.

## Altri media

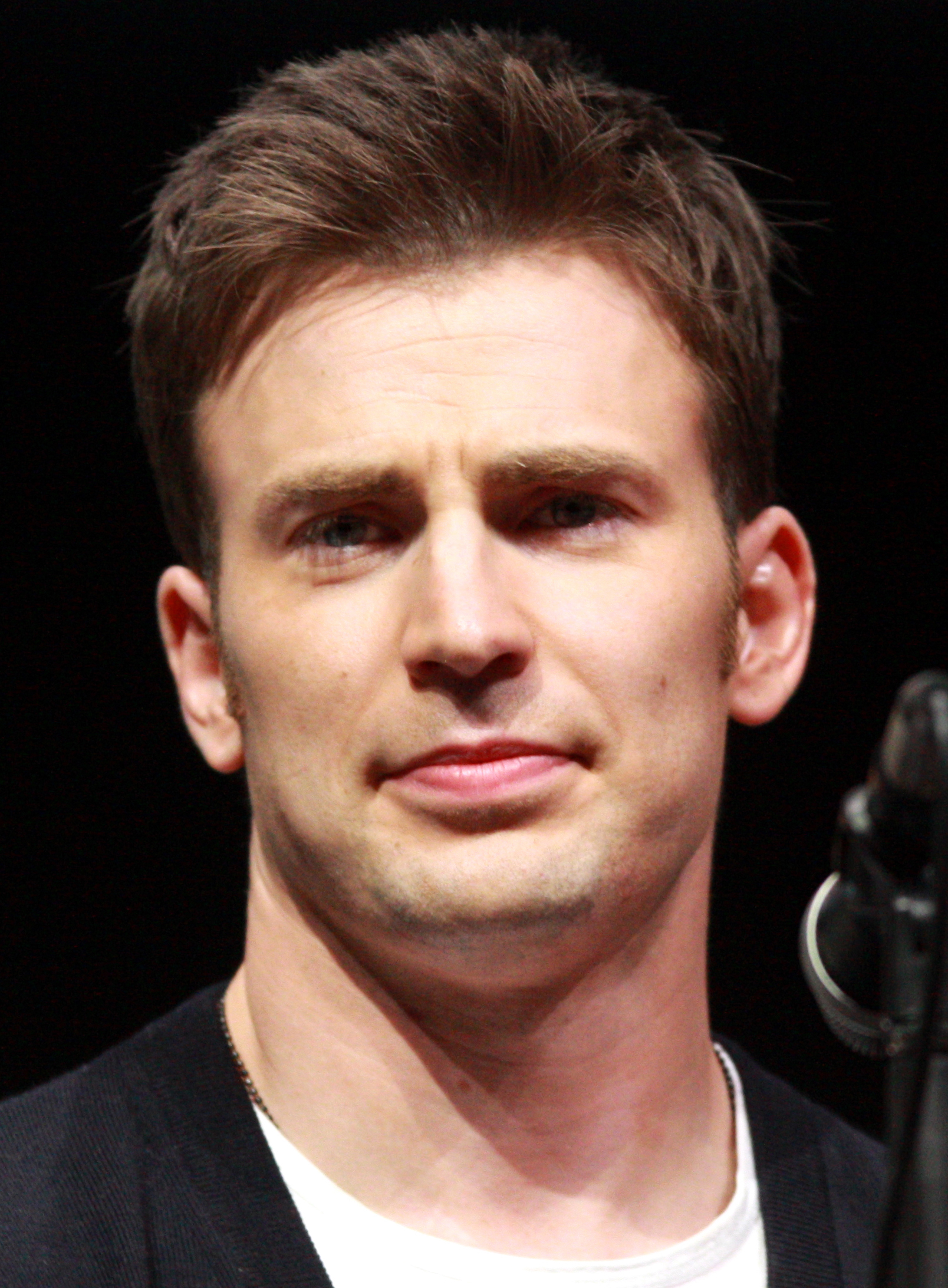
Chris Evans, interprete della Torcia Umana nei due lungometraggi diretti da Tim Story e in Deadpool & Wolverine

### Cinema
- Nel 1994 fu prodotto con un budget bassissimo un film sul quartetto, intitolato The Fantastic Four. Nel film è Jay Underwood ad interpretare il personaggio di Johnny Storm / La Torcia Umana. Il film non fu mai distribuito.
- Nel 2005 la Marvel Entertainment con distribuzione Fox producono un nuovo film basato sul fumetto in questione: I Fantastici 4. Nel film sarà il giovane Chris Evans ad incarnare il personaggio di Johnny Storm / La Torcia Umana.
- Il successo della prima pellicola spinge la Fox a produrre un seguito nel 2007 dal titolo I Fantastici 4 e Silver Surfer con il cast artistico e tecnico invariato.
- Nel 2015 viene prodotto un reboot dei precedenti film: Fantastic 4 - I Fantastici Quattro. In questo film Johnny Storm / La Torcia Umana è raffigurato, per la prima volta nella storia del personaggio, come un afroamericano, interpretato dall'attore Michael B. Jordan. In tale versione, contrariamente alla controparte cartacea, il personaggio è nero.
- La Torcia Umana compare all'interno del Marvel Cinematic Universe, interpretato da Joseph Quinn.
  - Chris Evans riprende nuovamente per terza volta il ruolo della Torcia Umana (così come molti altri personaggi di produzione della Fox) nel trentaquattresimo film dell'MCU Deadpool & Wolverine (2024). Il membro dei Fantastici Quattro, venuto da un altro universo alternativo (catalogato come la Terra-121698) ed esiliato nel Vuoto, faceva parte della Resistenza (ossia come i Resistenti) guidata dalla giovane mutante X-23 per fermare la tirannica Cassandra Nova (la sorella gemella cattiva del leader e fondatore degli X-Men, il professor Charles Xavier) che sta minacciando di devastare tutte le realtà parallele, ma purtroppo viene catturato e brutalmente ucciso da quest'ultima (come il resto dei suoi compagni in passato Daredevil, Magneto, il Punitore e Quicksilver), sotto gli occhi scioccati di Deadpool e di Wolverine.
  - Johnny Storm, alias la Torcia Umana, apparirà personalmente come uno dei protagonisti nel film I Fantastici Quattro - Gli inizi (2025), e quindi si scoprirà che è ambientato nell'altro universo alternativo, catalogato come la Terra-828.
  - Nei film Avengers: Doomsday (2026) e Avengers: Secret Wars (2027), la Torcia Umana, insieme alla sua squadra, farà nuovamente la sua comparsa e si riunisce con gli Avengers e alcuni dei loro vecchi e nuovi alleati per sconfiggere il suo nemico di sempre che minaccia l'intero multiverso, il Dottor Destino.

### Televisione
La Torcia Umana compare come uno dei protagonisti in:
- I Fantastici Quattro (1967)
- I Fantastici Quattro (1994)
- I Fantastici Quattro (2006)

La Torcia Umana compare anche in:
- Spider-Man - L'Uomo Ragno (1994)
- L'incredibile Hulk (1996)
- Super Hero Squad Show (2009)
- Avengers - I più potenti eroi della Terra (2010)
- Hulk e gli agenti S.M.A.S.H. (2013)
- Marvel Super Hero Adventures (2017)

Nel 1978 fu prodotta una serie a cartoni animati sul quartetto dal titolo "The Fantastic Four", dove il personaggio della Torcia Umana fu sostituito dal robottino H.E.R.B.I.E..

### Videogiochi
- La Torcia Umana compare come personaggio giocabile in Questprobe Featuring the Human Torch and the Thing (1985).
- La Torcia Umana compare in The Amazing Spider-Man 2 (1992).
- La Torcia Umana compare in Spider-Man and Venom: Maximum Carnage (1994).
- La Torcia Umana compare in Spider-Man (1995).
- La Torcia Umana compare in The Amazing Spider-Man: Lethal Foes (1995).
- La Torcia Umana compare come personaggio giocabile in Fantastic Four (1997).
- La Torcia Umana compare in Spider-Man (2000).
- La Torcia Umana compare in Ultimate Spider-Man (2005).
- La Torcia Umana compare come personaggio giocabile in I Fantastici 4 (2005).
- La Torcia Umana compare come personaggio giocabile in Fantastici 4: Flame On (2005).
- La Torcia Umana compare come personaggio giocabile in Marvel Nemesis: l'Ascesa degli Esseri Imperfetti (2005).
- La Torcia Umana compare come personaggio giocabile in Marvel: La Grande Alleanza (2006).
- La Torcia Umana compare come personaggio giocabile in I Fantastici 4 e Silver Surfer (2007).
- La Torcia Umana compare in LittleBigPlanet (2008).
- La Torcia Umana compare come personaggio giocabile in Marvel: La Grande Alleanza 2 (2009).
- La Torcia Umana compare in Marvel vs. Capcom 3: Fate of Two Worlds (2011).
- La Torcia Umana compare come personaggio giocabile in Marvel: Avengers Alliance (2012).
- La Torcia Umana compare in Marvel Avengers: Battle for Earth (2012).
- La Torcia Umana compare in Marvel Heroes (2013).
- La Torcia Umana compare in Marvel Puzzle Quest (2013).
- La Torcia Umana compare in LEGO Marvel Super Heroes (2013).
- La Torcia Umana compare come personaggio giocabile in Marvel: Sfida dei campioni (2014).
- La Torcia Umana compare in Marvel Future Fight (2015).
- La Torcia Umana compare in Marvel Strike Force (2018).
- La Torcia Umana compare in Marvel: La Grande Alleanza 3: L'Ordine Nero (2019).
- La Torcia Umana compare in Marvel Super War (2019).
- La Torcia Umana compare in Marvel Duel (2020).
- La Torcia Umana compare come personaggio giocabile in Marvel Rivals (2024).